# Comuna Zaim, Căușeni
Comuna Zaim este o comună, din raionul Căușeni, Republica Moldova. Este formată din satele Zaim (sat-reședință), Marianca de Sus și Zaim (loc. st. c. f.).

## Demografie
Conform datelor recensământului din 2014, comuna are o populație de 4.281 de locuitori. La recensământul din 2004 erau 4.657 de locuitori.

## Administrație și politică
Componența Consiliului local Zaim (13 consilieri), ales la 5 noiembrie 2023, este următoarea:
|  | Partid                                      | Consilieri | Componență | Componență | Componență | Componență | Componență | Componență | Componență |
|  | ------------------------------------------- | ---------- | ---------- | ---------- | ---------- | ---------- | ---------- | ---------- | ---------- |
|  | Partidul Acțiune și Solidaritate            | 7          |            |            |            |            |            |            |            |
|  | Partidul Comuniștilor din Republica Moldova | 1          |            |            |            |            |            |            |            |
|  | Partidul Liberal Democrat din Moldova       | 1          |            |            |            |            |            |            |            |
|  | Candidat independent GHEORGHE ȚARAN         | 1          |            |            |            |            |            |            |            |
|  | Candidat independent VALERIU TOCAN          | 1          |            |            |            |            |            |            |            |
|  | Candidat independent IURIE CIOCOI           | 1          |            |            |            |            |            |            |            |
|  | Candidat independent TATIANA PĂNUȚĂ         | 1          |            |            |            |            |            |            |            |